# Raión de Olónets
El raión de Olónets (ruso: Оло́нецкий райо́н; carelio: Anuksen piiri) es un distrito administrativo y municipal (raión) de la república rusa de Carelia. Se ubica en el sur de la república, en la costa oriental del lago de Ládoga, limitando al sur con la óblast de Leningrado. Su capital es Olónets.
En 2019, el raión tenía una población de 20 361 habitantes.
Posee el estatus de raión nacional por la gran cantidad de carelios étnicos que viven en su territorio, que forman algo más del 60% de la población distrital.

## Subdivisiones
Comprende la ciudad de Olónets y los asentamientos rurales de Vídlitsa, Ilinski, Kóvera, Kótkozero, Kúitezha, Miégriega, Mijáilovskoye y Tuksa. Estas 9 entidades locales agrupan un total de 65 localidades.